# Доменный процесс

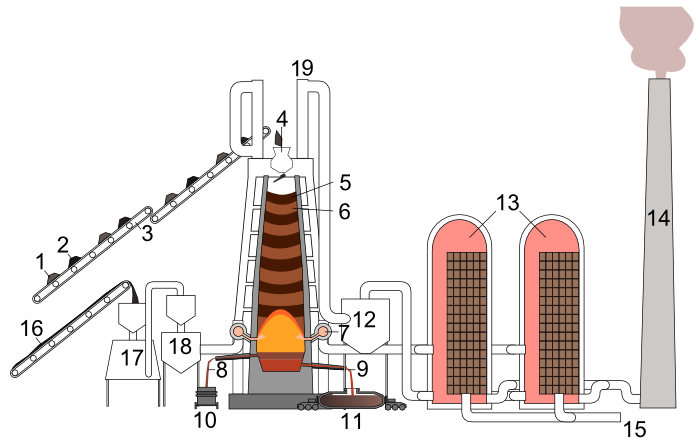
Схема доменного процесса
1 — железная руда + известняк; 2 — кокс; 3 — лента конвейера; 4 — колошник с аппаратом, предотвращающим уход доменного газа в атмосферу; 5 — слой кокса; 6 — слои известняка, оксида железа, руды; 7 — горячий воздух (с температурой около 1200 °C); 8 — шлак; 9 — жидкий передельный чугун; 10 — шлаковый ковш; 11 — чугуновоз; 12 — циклон для очистки доменного газа от пыли перед сжиганием его в регенераторах (13); 13 — регенераторы (кауперы); 14 — дымовая труба; 15 — подача воздуха в регенераторы (кауперы); 16 — порошок угля; 17 — коксовая печь; 18 — резервуар для кокса; 19 — газоотвод для горячего колошникового газа.

До́менный проце́сс (доменная плавка) — процесс получения чугуна в доменной печи.
Представляет собой совокупность ряда самостоятельных физикохимических явлений, к которым относятся процессы восстановления оксидов и сложных соединений, разложения гидратов и солей, горения твёрдого, жидкого и газообразного горючего, твердофазные и гетерогенные химические реакции, теплообмен, движение твёрдых, жидких и газообразных составляющих и др.

## История
Плавку железа в древности производили в ямах — горнах, обмазанных глиной или выложенных камнем. В горн загружали дрова и древесный уголь. Через отверстие в нижней части горна нагнетали с помощью кожаных мехов воздух. На смесь древесного угля и дров засыпали измельчённую железную руду. Сгорание дров и угля проходило интенсивно, внутри горна достигалась относительно высокая температура. Благодаря взаимодействию угля и оксида углерода CO с оксидами железа руды железо восстанавливалось и в виде тестообразных кусков, загрязнённых золой и шлаком, накапливалось на дне горна. Такое железо называли сыродутным. Из него необходимо было удалить примеси прежде, чем приступить к изготовлению изделий. Разогретый металл ковали и на наковальне выжимали остатки шлака, примесей и др. Отдельные куски железа сваривали в единое целое. Такой способ существовал вплоть до XII—XIII веков. Когда стали использовать энергию падающей воды и приводить в движение меха механическим способом, удалось увеличить объём воздуха, подаваемого в горн. Горн сделали больше, стенки его выросли из земли, он стал прообразом доменной печи — домницей. Домницы имели высоту в несколько метров и сужались кверху. Сначала они были квадратными, потом стали круглыми. Подачу воздуха производили через несколько фурм. В нижней части домницы имелось отверстие, замазываемое глиной, через которое после окончания плавки вынимали готовое железо. Улучшение технологии плавки, обкладка стенок домницы природным огнеупорным камнем позволили значительно повысить температуру в горне. На дне печи образовывался жидкий сплав железа с углеродом — чугун. Сначала чугун считали отходом производства, так как он был хрупким. Позже заметили, что чугун обладает хорошими литейными свойствами и из него стали отливать пушки, ядра, архитектурные украшения.
В начале XIV в. из чугуна научились получать ковкое железо, появился двухступенчатый способ производства металла. Куски чугуна переплавляли в небольших тиглях — горнах, в которых удавалось получать высокую температуру и создавать окислительные условия в области фурм. Благодаря окислению из чугуна выжигали большую часть углерода, марганца, кремния. На дне тигля собирался слой железной массы — крица. Масса была загрязнена остатками шлака. Её извлекали из тигля клещами или ломом и в разогретом состоянии подвергали ковке для выдавливания загрязнений и сваривания в один прочный кусок. Такие горны назывались кричными. Они обладали большей производительностью, чем сыродутные, и давали металл более высокого качества. Поэтому со временем получение сыродутного железа было прекращено. Выгоднее было получать железо из чугуна, чем непосредственно из руды. По мере улучшения качества железа возрастали и потребности в нём в сельском хозяйстве, военном деле, строительстве, промышленности. Возрастало производство чугуна, домницы увеличивались в размерах, постепенно превращаясь в доменные печи. В XIV веке высота доменных печей достигала 8 м.
Ускоренное развитие металлургии началось после замены древесного угля коксом. Вырубка лесов для получения древесного угля привела к тому, что уже в XV в. в Англии было запрещено использовать древесный уголь в металлургии. Применение кокса не только решило проблему топлива, но и благоприятствовало росту производительности доменных печей. Благодаря повышенной прочности и хорошей теплотворной способности кокса стало возможным увеличение диаметра и высоты печей. В 1828 г. был выдан патент на применение в доменных печах подогретого воздуха. Эта мера позволила значительно снизить расход кокса, повысить производительность и температуру в горне печей.

## Сырьевые материалы

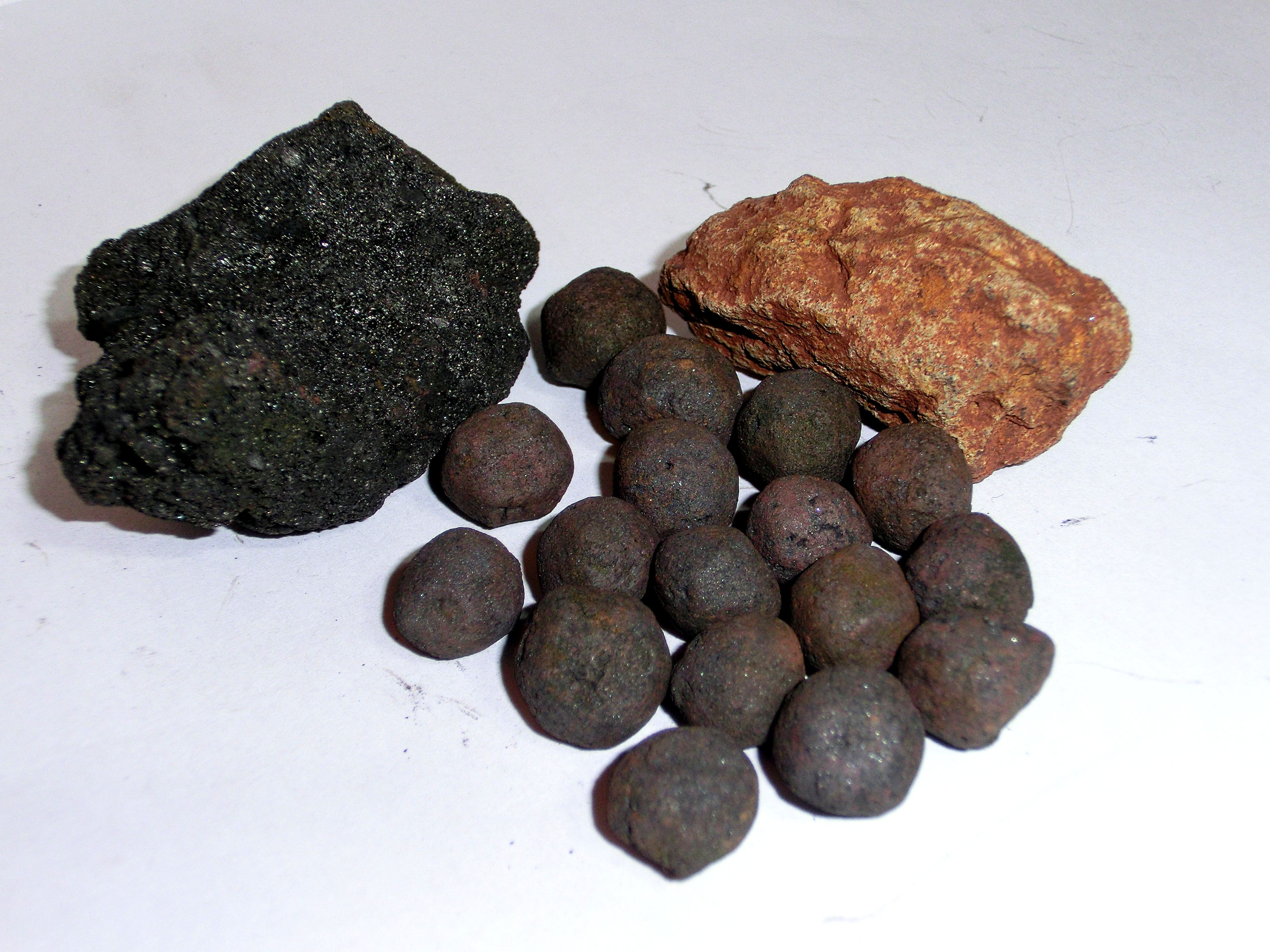
Основные ингредиенты доменного процесса: кокс, окатыши, известняк

В качестве шихтовых материалов доменной плавки используются кокс, агломерат, окатыши, руда, известняк. Шихтовые материалы загружаются в доменную печь в кусках размером 40—60 мм. При использовании крупных кусков длительность протекания процессов восстановления и офлюсования увеличивается. Мелкие куски забивают проходы для газов и нарушают равномерное опускание материалов в доменной печи. Куски кокса, агломерата должны быть прочными, хорошо сопротивляться истиранию. Под действием веса столба шихты в шахте доменной печи непрочные материалы превращаются в мелочь и пыль, которые засоряют проходы между крупными кусками, ухудшая газопроницаемость столба шихты. Кокс и агломерат должны иметь достаточную пористость — это ускоряет сгорание топлива и восстановление оксидов железа. В шихтовых материалах должно быть минимальным содержание вредных примесей: фосфора, серы, мышьяка, свинца и др., которые переходят в состав чугуна, а из чугуна при его переработке — в сталь. Эти примеси отрицательно влияют на свойства готового металла.
Также все шихтовые материалы должны иметь однородный химический состав, например постоянное содержание железа в агломерате, золы в коксе, извести в известняке и т. д. Колебания химического состава нарушают нормальный ход доменной печи, приводят к повышенному удельному расходу материалов. При прочих равных условиях производительность доменной печи повышается при повышении содержания железа в сырье.

## Основные этапы
Начальная операция, являющаяся стартом кампании доменной печи, называется задувкой. Далее, при нормальном ходе доменной печи в результате сжигания топлива и кокса создаются высокие температуры, необходимые для протекания процессов восстановления оксидов железа и образования жидкого чугуна. Кроме чугуна, в доменной печи образуется жидкий шлак и доменный газ — попутные отходы производства. Шихтовые материалы загружают в печь периодически, время их пребывания в печи составляет 5-8 часов. По мере освобождения пространства в нижней части печи в результате сгорания кокса и плавления железорудного сырья столб шихты опускается вниз, постепенно нагреваясь от поднимающихся вверх газов.

### Горение топлива
Собственно работа доменной печи начинается с момента зажигания в ней топлива. Процесс горения топлива в доменной печи происходит в сферообразных пространствах перед воздушными фурмами в так называемых фурменных очагах и является одной из важнейших необходимых составляющих доменного процесса. Через фурмы доменной печи подают горячее воздушное дутьё при температуре 1000—1200 °С. Непосредственно перед фурмами печи происходит сгорание кокса, образуются окислительные зоны. Кокс в этих зонах сгорает во взвешенном состоянии. Вблизи фурм образуется полость, в которой происходит вихревое движение газов, приводящее к циркуляции кусков кокса. Куски кокса переносятся потоками воздуха от фурм, а на их место попадают раскалённые до 1500°С другие куски кокса и здесь сгорают. При сгорании развиваются температуры до 2000°С. Глубина зоны достигает 1500 мм. Вокруг зоны циркуляции располагается область, в газовой фазе которой содержится CO2. Пространство перед фурмами, в котором происходит окисление углерода кокса кислородом дутья и CO2, называется окислительной зоной. По мере удаления от фурм в условиях высокой температуры и избытка углерода CO2 взаимодействует с углеродом и восстанавливается до CO. Если увеличивать давление дутья, повышать температуру и содержание кислорода в воздухе, то размеры окислительной зоны будут уменьшаться. Сгорание кокса происходит на поверхности кусков в результате контакта с окислительными газами. Суммарная реакция сгорания представлена уравнением
2C + O2 = 2CO − 220500 Дж.
Процесс горения топлива выполняет в доменной печи следующие функции:
Генерация подавляющего количества тепла, выделяющегося в объёме доменной печи, которое расходуется на:
- нагрев образующихся газов;
- нагрев газами продуктов плавки и шихтовых материалов;
- эндотермические химические реакции;
- нагрев охлаждающей воды системы охлаждения печи;
- потери тепла с отходящими колошниковыми газами;
- потери тепла через поверхность кожуха и других металлоконструкций доменной печи в окружающее пространство.

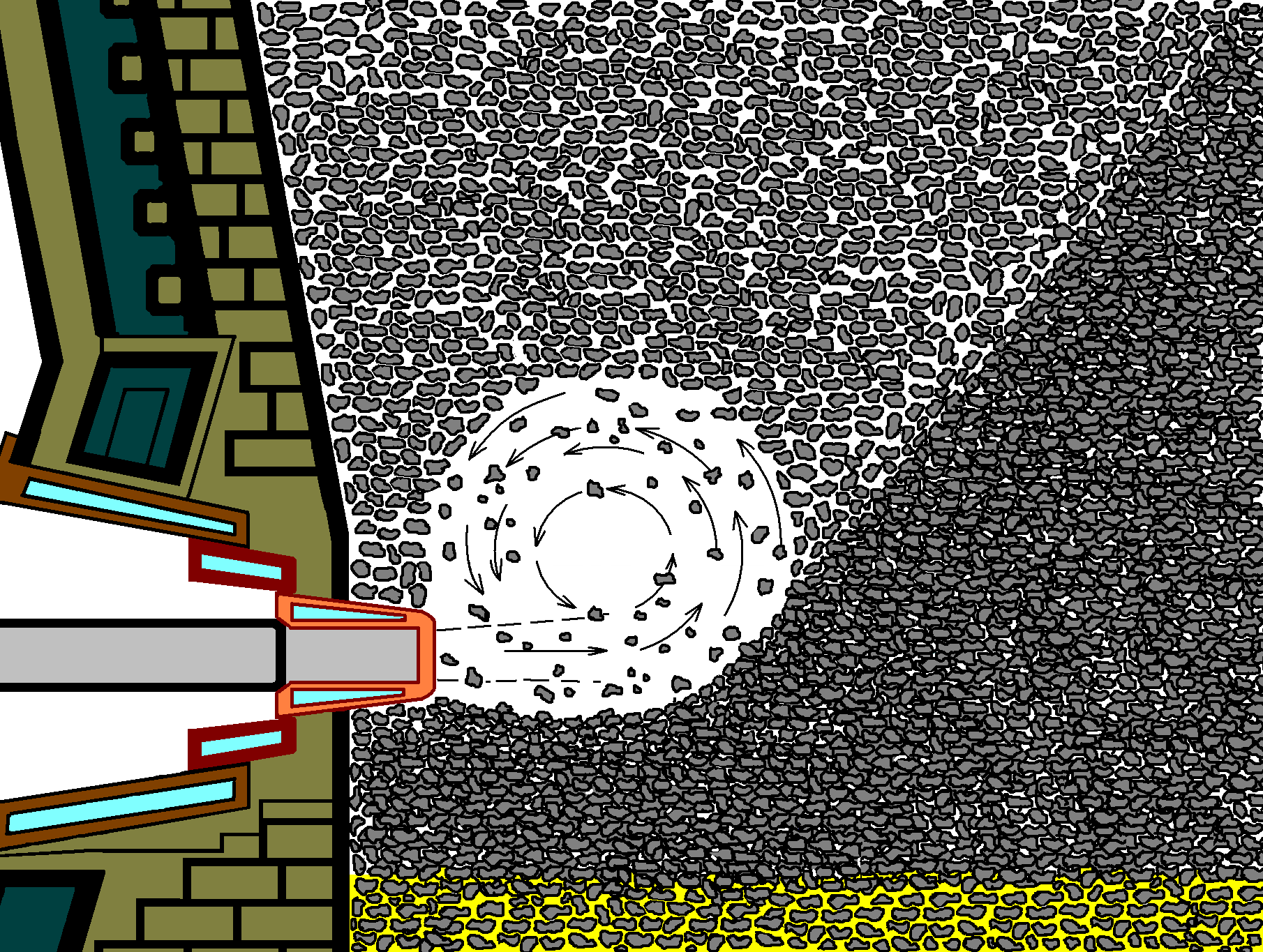
Схема образования зоны горения на торце воздушной фурмы доменной печи

Генерация восстановительного газа, компонентами которого являются СО и H2 и который осуществляет всю работу по восстановлению высших оксидов железа в шахте доменной печи до вюстита и основную работу по восстановлению вюстита до железа в гетерогенных процессах восстановления.
Освобождение пространства в горне печи, куда опускаются новые порции кокса, обеспечивая тем самым непрерывное движение всех шихтовых материалов сверху вниз.
Частичное окисление кислородом дутья элементов чугуна, значительная часть капель которого стекает из зоны когезии через фурменные зоны и отбрасывается к противоположной границе фурменной зоны. Сюда же отбрасываются и капли шлака, стекающего из зоны плавления над фурменными зонами. Образующиеся при окислении элементов чугуна оксиды металлов переходят в шлаки и полностью или частично восстанавливаются затем углеродом коксовой насадки или кремнием чугуна.
Горение углерода топлива в фурменных очагах доменной печи принципиально отличается от горения топлива в любой другой печи наличием вокруг фурменных очагов плотного слоя кокса (коксового тотермана, или коксовой насадки) с температурой не менее 1300 °С, при которой появляющиеся в результате горения топлива окислители с высокой скоростью восстанавливаются углеродом кокса коксовой насадки.

### Удаление влаги и летучих веществ
Содержание физически адсорбированной или гигроскопической влаги в агломератах и окатышах зависит от климата, времени года и составляет от 0,2—0,5 до 1—2 %, в коксе (мокрого тушения) 1—4 %, в марганцевой руде иногда 5 % и более. Температура на колошнике доменной печи, куда попадают компоненты шихты, 200—400 °С, то есть значительно выше температуры кипения воды. Поэтому испарение гигроскопической влаги и удаление пара начинаются на верхних горизонтах печи сразу после нагрева кусков шихты до температуры колошника. Гидратная вода может попадать в доменную печь с бурожелезняковыми рудами или рудами, содержащими гидратную воду в пустой породе. Поскольку практически 100 % сырья для доменной плавки проходит термическую обработку, гидратной влагой можно пренебречь.
Доля карбонатов, поступающих в доменную шихту с железными (FeCO3) и марганцевыми (MnCO3) рудами, невелика. Большое значение имеют флюсующие добавки к шихте — известняк или доломит (CaCO3, CaCO3•MgCO3). В доменной печи разложение карбонатов протекает по реакциям:
- CaCO3 = CaO + CO2 − 178,5 МДж;
- MgCO3 = MgO + CO2 − 109,87 МДж;
- MnCO3 = MnO + CO2 − 96,35 МДж;
- FeCO3 = FeO + CO2 − 87,91 МДж[16].

### Восстановительные процессы
Основными восстановителями в доменном процессе являются углерод, монооксид углерода и водород. Элементы, попадающие с шихтой в доменную печь, в зависимости от их превращений в условиях доменной плавки можно разделить на практически полностью восстанавливающиеся (Fe, Ni, Со, Pb, Cu, Р, Zn); частично восстанавливающиеся (Si, Mn, Cr, V, Ti); не претерпевающие восстановления (Ca, Mg, Al, Ba).
Восстановление оксидов железа газами в доменной печи протекает по реакциям:
- 3Fe2O3 + CO = 2Fe3O4 + CO2 + 37,25 МДж;
- Fe3O4 + CO = 3FeO + CO2 − 20,96 МДж;
- FeO + CO = Fe + CO2 + 13,65 МДж;
- 3Fe2O3+ H2 = 2Fe3O4 + H2O − 4,20 МДж;
- Fe3O4 + H2 = 3FeO + H2O − 62,41 МДж;
- FeO + H2 = Fe + H2O − 27,80 МДж[19].

### Формирование чугуна
Металлическое железо появляется в нижней части шахты печи и распаре. По мере опускания материалов в доменной печи и их дальнейшего нагрева железо растворяет в себе углерод в увеличивающемся количестве. При этом температура плавления его снижается, металл плавится и в виде капель стекает в горн. Окончательный состав чугуна формируется в горне печи.
Можно выделить 4 стадии науглероживания железа в современной доменной печи.
Первая стадия — происходит выпадение сажистого углерода на поверхности свежевосстановленного железа по реакциям (t = 400—1000 °С):
- CO + H2 = Cсаж + H2O;
- 2CO = Cсаж + CO2.

Все факторы, способствующие протеканию этих реакций, вызывают увеличение содержания углерода в чугуне (рост давления в печи, высокая восстановимость шихт, рост основности, повышение содержания водорода в газовой фазе и др.).
Вторая стадия связана с первой и характеризуется диффузией сажистого углерода в массу металлического железа (950—1150 °С):
- 3Fe + 2СО = Fe3C + СO2.

Третья стадия — плавление металла с содержанием примерно 2 % С при температуре выше 1150 °С и стекание капель по коксовой насадке с растворением углерода кокса в металле:
- 3Fe + Cк = Fe3C.

Четвёртая стадия — это процесс, протекающий в горне. Здесь, с одной стороны, продолжается растворение углерода кокса в жидком металле, а с другой — идёт окисление углерода чугуна в фурменных очагах (связано с размером печи).

### Формирование шлака
Состав образующегося в доменной печи шлака зависит от множества факторов (минералогический и гранулометрический состав шихты, температурный режим плавки). Значительно отличается процесс шлакообразования при работе печи с добавлением известняка и при работе на офлюсованном агломерате. Нормальной для доменного шлака считается основность равная 1,0.
Первичный доменный шлак может содержать фаялит, волластонит, геленит. В нижней половине шахты или в распаре происходит размягчение и плавление первичного шлака. Положение зоны первичного шлакообразования в печи зависит от состава шлака и распределения температуры по высоте печи. Наиболее сложной в практике эксплуатации печи является проплавка трудновосстановимой руды с легкоплавкой пустой породой, когда значительное количество оксидов железа присоединяется к первичному шлаку уже в середине шахты. Восстановление железа из шлака затруднено. Значительная часть железа восстанавливается в этом случае прямым путём, что приводит к перерасходу кокса. Преждевременное плавление первичного шлака ухудшает газопроницаемость столба шихты в печи, так как большая часть печи оказывается заполненной полурасплавленными (тестообразными) массами, представляющими значительное сопротивление проходу газов.
При плавке титаномагнетитового сырья (например, агломерат и окатыши Качканарского ГОКа) в шлак переходят значительные количества соединений титана. При этом в горне доменной печи в массе жидкого титансодержашего шлака находятся мельчайшие твёрдые частицы не успевшего восстановиться ильменита и карбида титана. Присутствие твёрдых частиц резко увеличивает вязкость шлака, что затрудняет выпуск из печи.
Доменный шлак часто используется в качестве основного сырья для извлечения ценных компонентов.

## Методы интенсификации доменной плавки
- Нагрев дутья
- Повышение газопроницаемости шихтовых материалов
- Обогащение дутья кислородом
- Повышение давления газа в рабочем пространстве печи
- Вдувание в печь углеродсодержащих веществ (природного газа, мазута, пылеугольного топлива)
- Повышение содержания железа в железорудном сырьё
- Использование частично металлизованного сырья[28][29]

## Критика и эффективность доменного процесса
Доменные печи выплавляют основное количество первичного металла (в 2002 г. — более 95 %). Доменный процесс исторически подвергался критике. Только во второй половине XX столетия были по крайней мере две волны критики, предсказывавшие исчезновение доменного производства как самостоятельного металлургического передела. В 1960 годы это было связано с вовлечением в мировое хозяйство крупнейших месторождений нефти и газа. По прогнозам многих специалистов того времени, доля первичного металла, получаемого новыми альтернативными доменному способами производства, должна была достичь 40 % к 2000 году. Вторая волна критики относится к 1980 годам. Это было связано с точкой зрения негативного влияния металлургии на экологию. Лишь после появления в периодической печати серьёзных аналитических публикаций о роли различных отраслей народного хозяйства в изменении состояния окружающей природной среды отношение к металлургической промышленности изменилось в лучшую сторону.
В XX веке традиционная схема получения чёрных металлов (подготовка сырья — доменное производство — получение стали в конвертерах) абсолютно доминировала в мировой промышленности. В 1990-е годы ежегодное мировое производство чугуна поддерживается на уровне 550—650 млн тонн, мировое производство железной руды — 960—980 млн тонн, окатышей — 230—240 млн тонн. Расчёт на традиционную металлургическую схему характерен и для стран, быстрыми темпами развивающих металлургическую промышленность (Тайвань, Республика Корея и др.). Доля этих стран в мировом производстве чёрных металлов в начале 2000-х достигла 20 %. В 1990 г. 12,5 % общего мирового производства чугуна относилось к доменным печам, срок эксплуатации которых составил менее 10 лет.
Доменный процесс — один из немногих промышленных процессов, сохранивших свою сущность и значимость при всех технических революциях. Противоточный принцип процесса, осуществляемого в закрытом агрегате шахтного типа, обеспечивает максимальную утилизацию подводимой энергии в самом процессе и простоту использования отводимых продуктов. В современных доменных печах восстановительный потенциал отходящих газов приближается к термодинамически предельному, а температура колошникового газа становится менее 100 °С. Наличие углеродистой насадки обеспечивает уникальную, характерную только для доменной печи, особенность совмещения в одном агрегате трёх фазовых состояний шихты (твёрдого, жидкого и размягчённого), находящейся в противотоке с газовым потоком. Вместе с тем ход плавки в современных агрегатах характеризуется высокой устойчивостью при долговременно-непрерывном режиме работы. Это достигнуто длительным эволюционным развитием процесса с закреплением преимуществ, присущих шахтному противотоку. Результаты эволюции выразились в формировании уникальных свойств доменной печи, обеспечивающих устойчивое протекание процессов при высокой их эффективности.
Эволюционное развитие доменного процесса идёт по пути сокращения расхода кокса. Доменные печи, работающие по современным технологиям на подготовленной шихте с низкой теплопотребностью, имеют суммарный расход энергоносителей в пределах 480—500 кг/т. Расход кускового кокса в этом случае составляет менее 300 кг/т, остальное топливо представлено некондиционным коксом, загружаемым сверху, пылевидным топливом, мазутом или природным газом, вдуваемым в горн доменной печи. Теоретические расчёты показывают, что суммарный расход энергоносителей может быть доведён до 350—400 кг/т.
Важнейшими показателями работы доменных печей являются среднесуточная производительность и расход кокса на единицу выплавляемого чугуна. Максимальная производительность доменных печей с применением приёмов интенсификации процесса плавки составляет 12000 т/сутки, а удельный расход кокса на лучших печах составляет 0,4 т/т чугуна. Для сравнительной оценки производительности доменных печей пользуются коэффициентом использования полезного объёма печи (КИПО), представляющим собой отношение величины полезного объёма печи к её среднесуточной производительности. В 2000-е годы рекордный коэффициент использования полезного объёма составлял 0,35 м3 × т / сутки.

## Автоматизация доменного процесса
Основными направлениями технического прогресса в доменном производстве являются улучшение подготовки сырых материалов, совершенствование технологии доменного процесса, строительство доменных печей большой мощности, механизация и автоматизация управления доменным процессом. Выделить следующие основные направления автоматического контроля:
1. Химический состав и физические свойства шихтовых материалов.
2. Загрузка шихтовых материалов.
3. Состояние колошника.
4. Состояние шахты печи.
5. Параметры комбинированного дутья.
6. Состояние горна.
7. Технико-экономические показатели плавки.
8. Работа воздухонагревателей[35].

### Локальные системы стабилизации отдельных параметров доменного процесса
Внедрение локальных систем стабилизации отдельных параметров доменного процесса явилось одним из первых этапов автоматизации доменного производства. Локальная система стабилизации расхода, температуры и влажности горячего дутья, давления колошникового газа, нагрева воздухонагревателей позволяет повысить производительность доменных печей и снизить потребление кокса. А внедрение систем автоматического управления подачей шихты, распределения горячего дутья и природного газа по фурмам доменной печи, автоматический перевод и управление нагревом воздухонагревателей, как правило, даёт дополнительный экономический эффект.

### Локальные системы управления доменного процесса
Системы автоматического управления отдельными режимами работы доменной печи называются локальными системами управления или подсистемами комплексного управления. На вход таких систем поступает информация, характеризующая соответствующий режим, а выходом системы является управления задатчиками локальных систем стабилизации, обслуживающих данный комплекс параметров. Основными локальными системами управления доменного процесса являются:
1. Система управления шихтовки и шихтоподачи.
2. Система управления теплового режима.
3. Система управления распределения газового потока.
4. Система управления хода доменной печи[35].